# Serge Latouche
Serge Latouche (Vannes, 1940. január 12. –) francia professzor emeritus az Université Paris-Sud 11 egyetemen, és a fogyasztói társadalom kritikusa.
A nemnövekedés paradigmájának megalkotója. A nemnövekedés paradigmájáról Serge Latouche Budapesten először 2009-ben tartott előadást, egy a budapesti Francia Intézetben megrendezett előadássorozat keretében.

## Művei magyarul
- A nemnövekedés diszkrét bája; ford. Balogh-Sárközy Zsuzsanna; Savaria University Press, Szombathely, 2011

## Művei
- Faut-il refuser le développement?: Essai sur l'anti-économique du Tiers-monde (Presses universitaires de France, 1986)
- La planète des naufragés: Essai sur l'après-développement (La Découverte, 1991)
- In the Wake of the Affluent Society: An Exploration of Post-Development (Zed Books, London, 1993)
- The Westernization of the World: Significance, Scope and Limits of the Drive Towards Global Uniformity (Polity Press, Cambridge, United Kingdom, 1996)
- L'Autre Afrique: Entre don et marché (Albin Michel, 1998)
- La Déraison de la raison économique: de l'efficacité au principe de précaution (Albin Michel, 2001)
- Justice sans limites: Le défi de l'éthique dans une économie mondialisée (Fayard, 2003)
- Décoloniser l'imaginaire : La Pensée créative contre l'économie de l'absurde (Parangon, 2003)
- Survivre au développement : De la décolonisation de l'imaginaire économique à la construction d'une société alternative (Mille et Une Nuits, 2004)
- La Mégamachine : Raison technoscientifique, raison économique et mythe du progrès, (2004)
- L'invention de l'économie, (2005)
- Le pari de la décroissance, (2006)
- Petit traité de la décroissance sereine, (Mille et Une Nuits, 2007)